# Armand de Gontaut

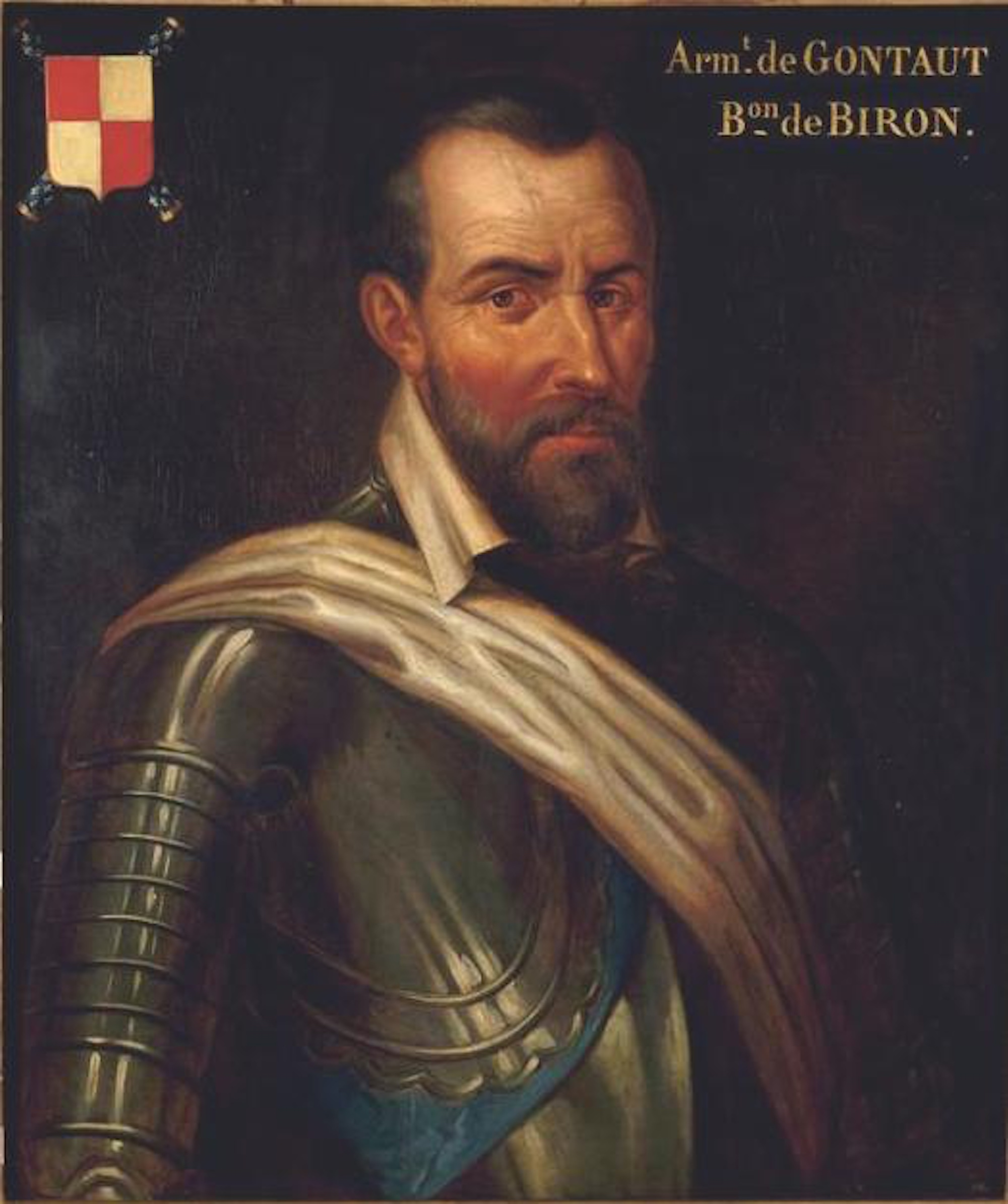
Armand de Gontaut

Armand de Gontaut, baron van Biron (1524 – 26 juli 1592) was een Frans edelman en een gevierd soldaat. Hij werd in 1576 benoemd tot maarschalk van Frankrijk. In 1583 was hij actief in de Nederlanden en trachtte de stad Eindhoven, die door de Spanjaarden was belegerd, te ontzetten.  Hij was ook betrokken bij de voor de opstandelingen desastreuze Slag bij Steenbergen.

## Leven
Zijn familie dankt zijn titel aan de baronie van Biron in Périgord Pourpre in Aquitanië, waar zich het kasteel van Biron bevond, dat al in de 11e eeuw gebouwd werd.
Als een page van Margaretha van Valois, koningin van Navarra, trok Biron de aandacht van de maarschalk van Brissac, met wie hij in actieve militaire dienst was in Italië. Een wond die hij in zijn vroege jaren had opgelopen, maakte hem kreupel voor het leven en gaf hem de bijnaam Armand Le Boiteux (Armand de Kreupele). Maar hij trok zich niet terug uit de militaire dienst en hield dienst in het gevolg van Frans van Guise, ondanks het feit dat hij geen fel tegenstander was van de protestantse beweging. Wat later werd hij hoofd van het cavalerieregiment en tijdens de Hugenotenoorlogen onderscheidde hij zich keer op keer.
Zijn inzet voor de koninklijke zaak tijdens de Slag bij Dreux, Slag bij Saint-Denis, Slag bij Jarnac en de Slag bij Moncontour werd beloond in 1569 door zijn aanstelling als rijksadviseur van de koning en grootmeester van de Artillerie. Hij gaf leiding aan de koninklijke troepen bij het beleg van La Rochelle in 1572 en werd vier jaar later maarschalk van Frankrijk. Vanaf 1589 steunde hij de zaak van Hendrik IV van Frankrijk, maar werd ervan beticht de burgeroorlogen langer aan te houden dan nodig was. In 1585 werd hij gekozen als peetoom voor Armand-Jean du Plessis, de toekomstige kardinaal de Richelieu. 
Armand was een nauwgezet man die al zijn bevindingen met betrekking tot zijn gevechten noteerde. Vele documenten zijn nog bewaard en gebundeld.
Armand werd gedood door een kanonskogel bij het beleg van Épernay. 

## Huwelijk
In 1554 trouwde hij met Jeanne de Salignac. Samen hadden ze vijf kinderen: Charlotte, Jean, Charles, Claude en Armand.